# Edward Brongersma
Edward Brongersma (Haarlem, 31 d'agost de 1911 – Overveen, 22 d'abril de 1998) va ser un jurista i polític neerlandès. Va ser membre de la Cambra Alta del parlament neerlandès pel Partit del Treball de 1946 a 1950 i de 1963 a 1977. Al final de la seva vida va defensar l'eutanàsia i el dret al suïcidi.

## Biografia
Fill d'un metge, Edward Brongersma va estudiar dret a la Universitat d'Amsterdam, del 1931 al 1935. El 1933 prepara la seva tesi sobre dret constitucional portuguès i sobre el corporativisme d'António de Oliveira Salazar. El 1940 es gradua cum laude com a doctor en dret a la Universitat Catòlica de Nimega amb la tesi The making of corporative state.
Després de la Segona Guerra Mundial comença a exercir com a jurista i polític. Del 1940 al 1950 fa d'advocat a Amsterdam. El 1946 entra al Senat com a membre del Partit del Treball (primer període del 1946 al 1950, seguit més tard d'un segon període, del 1963 al 1977). Del 1946 al 1950 ocupa un càrrec consistorial a la vila d'Heemstede.
Aquestes dues carreres són interrompudes de manera brusca quan el 1950 és condemnat a deu mesos de presó acusat, en virtut de l'article 248 bis del codi penal neerlandès, d'haver mantingut relacions sexuals amb un jove de 16 anys, en una època en què l'edat de consentiment per a les relacions homosexuals començava als 21 anys. El 1977 es retira com a senador. El 1979 es crea la Fundació Edward Brongersma amb la finalitat de conservar les seves obres i posar-les a disposició dels investigadors.
A l'abril del 1998, sumit en una profunda depressió, decideix posar fi a la seva vida amb l'ajut del seu metge. Després de la seva mort, la policia va requisar la seva col·lecció d'imatges de pornografia infantil, i el restant de la seva biblioteca i dels seus arxius van ser traslladats a l'Institut Internacional d'Història Social d'Utrecht el 2003.